# 하시모토 다쿠토
하시모토 다쿠토(일본어: 橋本 拓門, 1991년 4월 11일 ~ )는 일본의 축구 선수이다. 현재 일본 풋볼 리그의 비아틴 미에에서 뛰고 있다.

## 구단 경력
그는 2014년부터 2020년까지 J리그의 후쿠시마 유나이티드 FC에서 활동하였다.